# Mettenbach (Grabenbach)

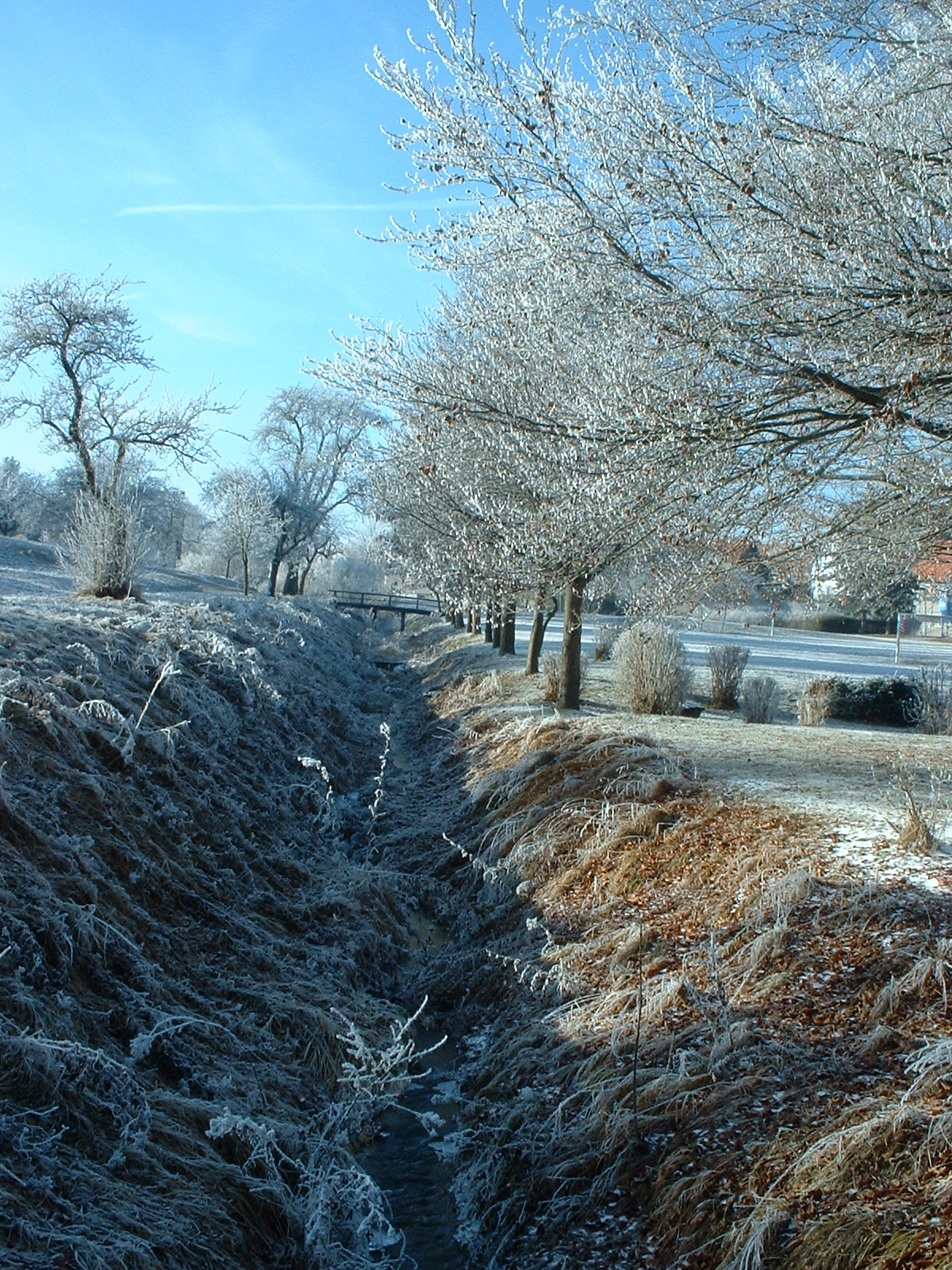
Der Mettenbach unterhalb des Hofgartens beim Sassenagegarten (Blick bachaufwärts)

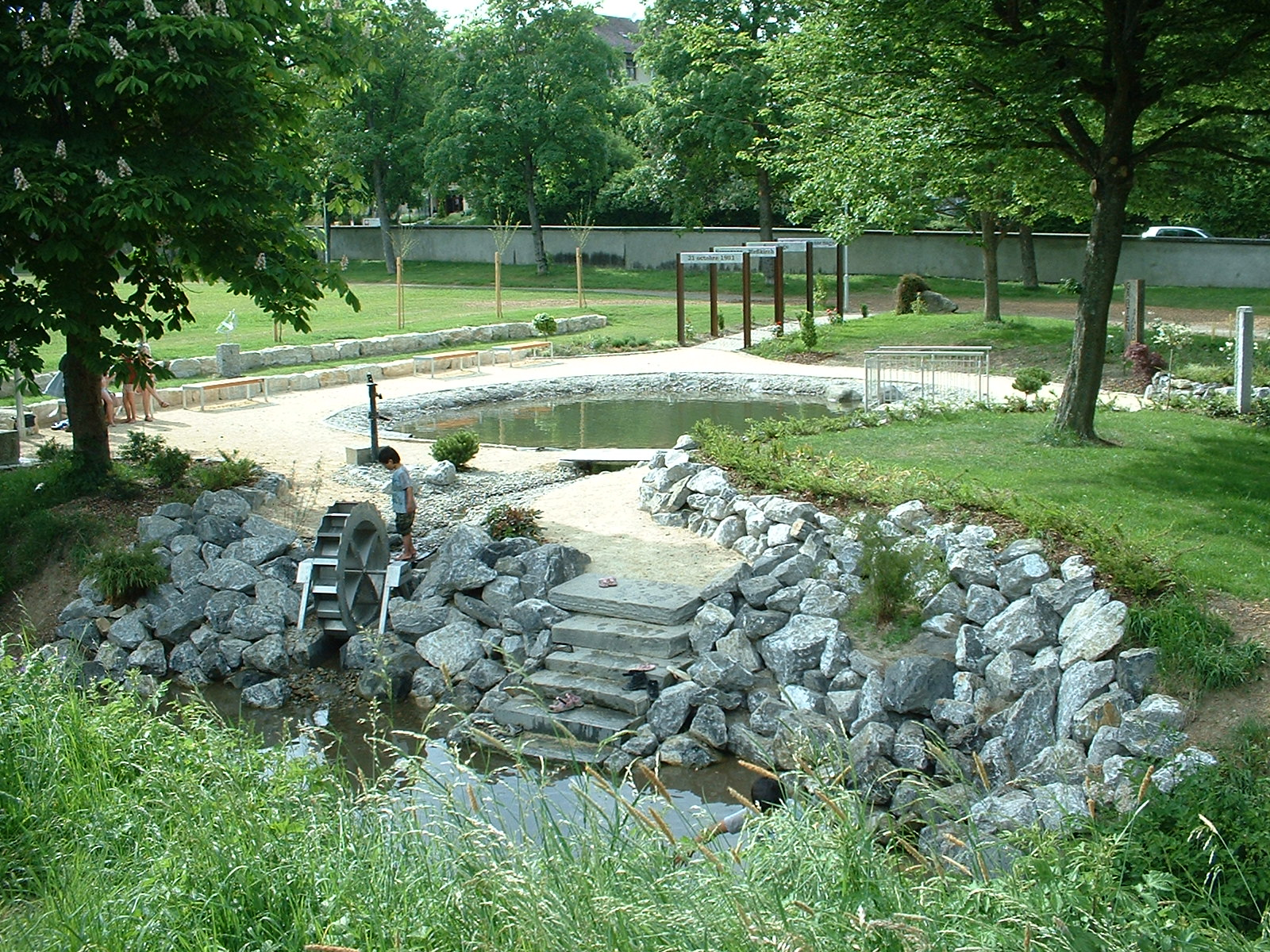
Der im April 2008 vom Firlefanz Club e. V. neu angelegte Sassenagegarten

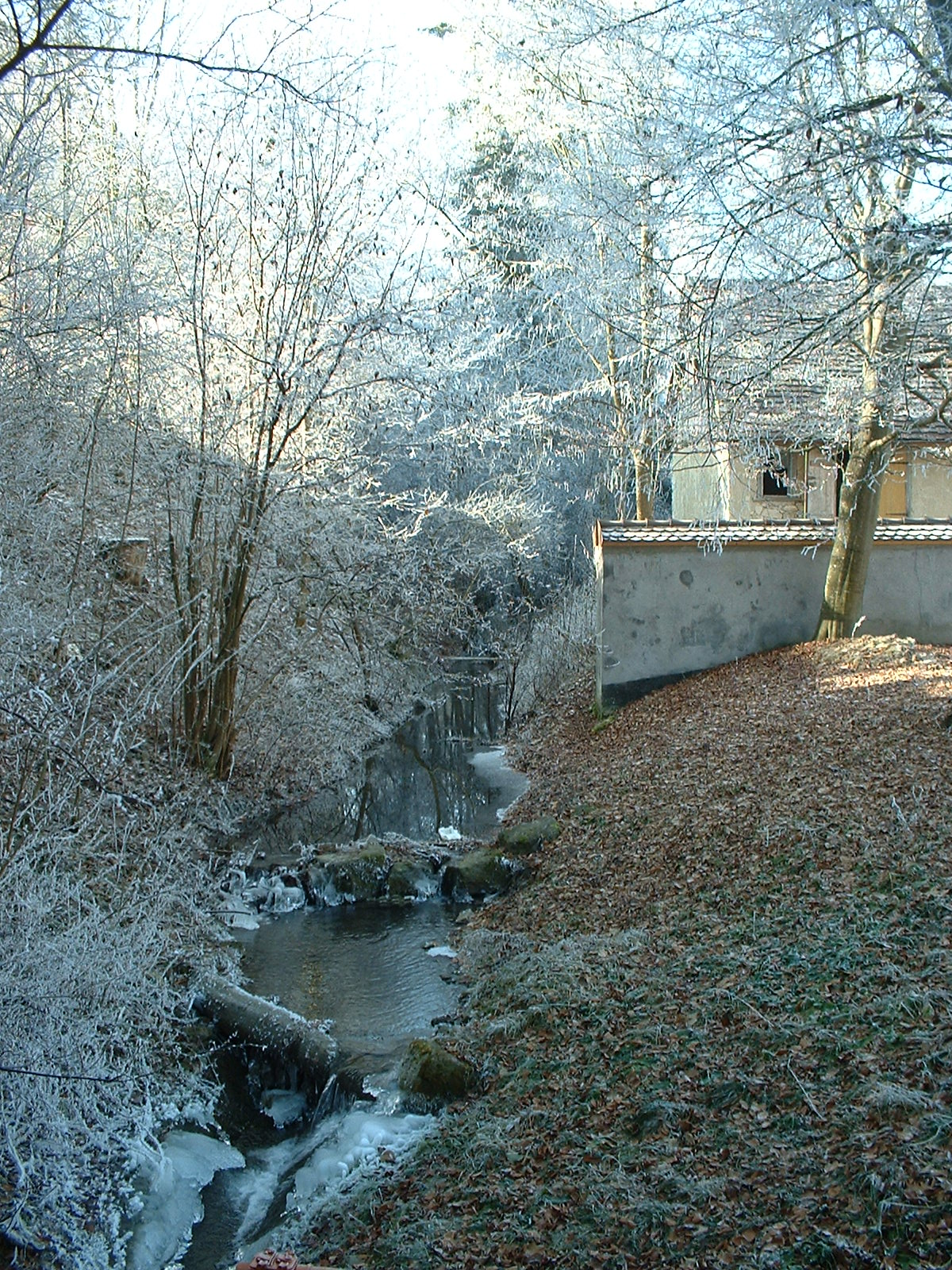
Der Mettenbach im ehemaligen Kapuzinergarten, kurz vor dem Zusammenfluss mit dem Weiherbach am Adlerplatz (Blick bachaufwärts)

Der Mettenbach ist ein etwa 5 km langer Bach im Landkreis Sigmaringen im südlichen Baden-Württemberg, der in der Stadt Meßkirch von rechts in den Grabenbach mündet.

## Name
Bis zum Zulauf des Kapellenweggrabens knapp einen Kilometer vor der Siedlungsgrenze Meßkirchs wird der Bach auch Schwarzer Graben genannt, vermutlich weil er moorige Wiesen durchfließt.
Im unteren Bereich des Schwarzer-Graben-Abschnittes liegt wenig rechts des Laufs das Waldgewann Ettenbach. Unmittelbar vor der Siedlungsgrenze von Meßkirch liegt links am Lauf ein Hangwiesengewann Im Mettenbach.

## Geographie

### Verlauf
Der Schwarze Graben entspringt dem sogenannten Simonsbrunnen zwischen dem zur Gemeinde Sauldorf gehörenden Kohlbetterhof und der Römischen Altstadt im Waldgebiet von dort gegen Meßkirch zu noch in der offenen Flur, aber schon auf Meßkircher Gebiet. Der Simonsbrunnen ist heute nicht mehr sichtbar und durch unterirdische Drainagerohre gefasst; der Bach tritt etwa 200 Meter unterhalb des Quellorts zutage. (⊙)
Der Bach fließt zunächst weniger als einen Kilometer südöstlich und tritt dabei in den Wald ein, in dem er meist in einem breiten Flurstreifen läuft. Mit diesem wendet er sich auf recht beständigen Ostnordostlauf neben einer Hochspannungsleitung und verlässt den Wald zum Ried. In dessen flachem Terrain beginnen zwei kurze Entwässerungsgraben links des Baches, die über den sogenannten Altstadtgraben zufließen, einen 2,5 km langen linken Oberlauf, der den Meßkircher Einzelhof Altstadt passiert und sowohl mit Länge wie mit Einzugsgebiet den Schwarzen Graben bis hierher übertrifft; seine Mulde wird Lippentäle genannt. Der eine der Gräben beginnt am ehemaligen Ochsenbrunnen (⊙), der heute nicht mehr sichtbar ist.
Weiter abwärts unterquert der Schwarze Graben zwischen einer Waldinsel am linken Hang und dem erst danach weiter zurückweichenden Waldgebiet zur Rechten die Bundesstraße 313. Die Talmulde tieft sich danach im Gewann Birkenloch stärker ein und an einem kleinen Teich mündet der kleinere linke Zufluss Kapellenweggraben.
Ab hier wird der Bach nun Mettenbach genannt. Er erreicht nach knapp einem Kilometer unverändert etwa ostnordöstlichen Laufs die ersten Häuser von Meßkirch links am Lauf. Einen halben Kilometer später tritt er in den Hofgarten des Schlosses Meßkirch ein, nach welchem er noch ein Stück weit die Altstadt von Meßkirch durchläuft, auch an der Hinterseite des heutigen Herz-Jesu-Heims vorbei. Verdolt unter dem Adlerplatz mündet er von rechts in den von Heudorf kommenden Weiherbach, der von dort an Grabenbach heißt und rund 500 Meter später in die Ablach einfließt.

### Einzugsgebiet
Der Mettenbach entwässert ein etwa 5,8 km² großes Gebiet, das naturräumlich ein Teil des Unterraums Meßkircher Albsaum (Heubergsaum) der Donau-Ablach-Platten ist. Sein höchster Punkt liegt auf einer ein Wasserreservoir tragenden Erhebung über dem Quellgebiet des Altstadtgrabens nordöstlich des Sauldorfer Weilers Hölzle, die eine Höhe von 708,2 m ü. NHN erreicht. Die von dort bis zur Mündung sich ziehende nördliche Wasserscheide grenzt ans obere Einzugsgebiet des im Oberlauf verschiedene Namen führenden Weiherbachs/Grabenbachs. Hinter der kürzeren südöstlichen Einzugsgebietsgrenze rechts des Unterlaufs nimmt der Grabenbach-Vorfluter Ablach das zur anderen Seite fließende Wasser auf. Im Süden und Westen des Einzugsgebietes entwässert deren höherer Zufluss Krumbach oder Krummbach mit seinen Zuflüssen das angrenzende Gebiet.

### Zuflüsse
- Altstadtgraben, von links und Nordwesten, 2,5 km[LUBW 2] und ca. 1,7 km[LUBW 3]
- Kapellenweggraben, von links und Nordwesten, 1,3 km[LUBW 2] und ca. 0,7 km[LUBW 3]

## Renaturierung und Sassenage-Garten
Im Jahr 2004 renaturierte der Bund für Umwelt und Naturschutz Deutschland ein 1,4 Kilometer langes Teilstück am Oberlauf.
Vom Schwäbischen Albverein, Ortsgruppe Meßkirch, wurde im Jahr 2004 im mittleren Teil des Tales eine Streuobstwiese neu gepflanzt.(⊙)
1981 wurde am linken Bachufer des Hofgartens zu Ehren der französischen Partnerstadt Sassenage von Meßkirch der so genannte Sassenage-Garten angelegt, dessen Teich sich aus dem Mettenbach speist. (⊙) Im April 2008 wurde dieser vollständig neu angelegt.
In früheren Zeiten floss der Mettenbach unmittelbar vor diesem Zusammenfluss durch den Garten des Kapuzinerklosters (gestiftet 1661 von Franz Christoph aus der Linie Fürstenberg-Meßkirch, abgerissen 1828) unter der Lorettokapelle hindurch (erbaut 1676/77). (⊙) Diese wurde im Jahr 1883 abgebaut und als Kapelle des Marienhauses in der heutigen Kolpingstraße wieder aufgebaut. (⊙)

## Fundstellen der Namen des Baches
Zimmerische Chronik, Mitte 16. Jahrhundert
- Mettenbach: Band 2, Seite 81 „… und darhinder ain waal aufgeworfen, bei dem spital anfahende und durch und durch bis hinab an Mettenbach sich endende.“
- Mettenbach: Band 4, Seite 298 „… im egkthurn des gartenhaus, gegen dem Mettenbach.“
- Mettenbach: Band 4, Seite 301 „… und die straßen darneben am Mettenbach umbhergehn, …“

Ettergrenzen von Meßkirch, 18. Jahrhundert
- Ettenbächle: An der westlichen Ettergrenze zwischen „Aecker im Tannen Öschle“ und „Aecker im Ettenbächle Ösch“.

Topographische Karte 1:50.000 des Großherzogtums Baden, 1849
- Ettibach

Topographische Karte 1:50.000 des Königreichs Württemberg, 1850
- Ettibach

Beschriftung sehr wahrscheinlich aus der badischen Karte übernommen, da mit dieser in diesem Gebiet identisch.
Atlas der Gemarkung Meßkirch, 1872 - 1874
- Mettenbach: Beim heutigen Herz-Jesu-Heim

Übersichtsplan der Gemarkung Meßkirch, 1873
Zeigt den Bachverlauf ab der Gemarkungsgrenze Heudorf / Meßkirch bis zur Mündung.
- Mettenbach: Im Gewann Breiteäcker.
- Im Mettenbach: Gewannname

Topografische Landkarte 1:25.000 vom Badischen Landesvermessungsamt, um 1925
- Mettenbach: In etwa im Bereich des Gewanns Im Mettenbach
- Schwarzer Graben: In etwa im Bereich des Gewanns In den Burgwiesen

Topografische Landkarte 1:50.000 (TOP50) vom Landesvermessungsamt Baden-Württemberg, 2001
- Mettenbach

Topografische Landkarte 1:25.000 (TOP25) vom Landesvermessungsamt Baden-Württemberg, 2003
- Mettenbach: In etwa im Bereich des Gewanns Im Mettenbach
- Schwarzer Graben: In etwa im Bereich des Gewanns In den Burgwiesen

Weitere Fundstellen aus (Werner Fischer, 1998, Seite 55 ff.)
- Mettebach: 1560, „über denn Mettebach hinuber“
- Ettenbach: 1561
- Mettinbach, Mettinbächlein: 1683
- Großer Mettinbach, 1683, „im großen Mettinbach“
- Mettenbach, Mettenbächlin: 1690
- Mettinbach, Mettenbach: 1694
- Mettinbach: 1727, 1810, 1816, „Am obern Mettinbach“ bzw. „An dem untern Mettinbach“
- Möttinbach: 1747
- Äußerer Mettinbach: 1747, „Am äußerm (!) Mettinbach“
- Klein Mettinbach: 1747, „Im Klein Mettinbach“
- Mettebach: 1790, „… Es hat der sogenannte Langenmüller Joseph Fauler von hier … gebetten daß sogenannte Mettebach-waßer, welches von dem Herrschaftl. Schloßgarten durch den Kapuciner Garten, sofort unter der loretho=Kapelle durch= und an der statt in einem besonderen oder Bach fortlaufet …“
- Mettenbach: 1840

### LUBW
Amtliche Online-Gewässerkarte mit passendem Ausschnitt und den hier benutzten Layern: Lauf und Einzugsgebiet des Mettenbachs

Allgemeiner Einstieg ohne Voreinstellungen und Layer: Daten- und Kartendienst der Landesanstalt für Umwelt Baden-Württemberg (LUBW) (Hinweise)
1. 1 2  Höhe nach dem Höhenlinienbild auf dem Hintergrundlayer Topographische Karte.
2. 1 2 3  Länge nach dem Layer Gewässernetz (AWGN).
3. 1 2 3  Einzugsgebiet abgemessen auf dem Hintergrundlayer Topographische Karte.
4. ↑  Höhe nach schwarzer Beschriftung auf dem Hintergrundlayer Topographische Karte.

### Andere Belege
1. 1 2 3  Topographische Karte 1:25.000, Badisches Landesvermessungsamt, um 1925
2. 1 2 3 4  W. Fischer: Die Flurnamen von Meßkirch und Schnerkingen, Sammlung und Deutung. In: Meßkircher Heimathefte, Nr. 4, Museumsgesellschaft Meßkirch e. V., 1998
3. ↑  Siehe den Layer WMS ALKIS Basis von Geoportal Baden-Württemberg (Hinweise) mit hinreichend feinem Maßstab.
4. 1 2 3  Topographische Karte über das Großherzogthum Baden nach der allgemeinen Landesvermessung des Großherzoglichen militairisch topographischen Bureaus, Blatt X.6 Mösskirch, 1849, Maßstab 1:50.000. Universitätsbibliothek der Universität Freiburg
5. ↑  Alfred G. Benzing: Geographische Landesaufnahme: Die naturräumlichen Einheiten auf Blatt 186 Konstanz. Bundesanstalt für Landeskunde, Bad Godesberg 1964. → Online-Karte (PDF; 4,1 MB)
6. ↑  R. Strieckmann: Schwarzstörche am Mettenbach. In: BUNDmagazin Baden-Württemberg, 4/2004, vorort.bund.net (Memento des Originals vom 13. Mai 2008 im Internet Archive)  Info: Der Archivlink wurde automatisch eingesetzt und noch nicht geprüft. Bitte prüfe Original- und Archivlink gemäß Anleitung und entferne dann diesen Hinweis.
7. ↑  Hinweisschild am Sassenagegarten
8. ↑  Neugestaltung Sassenage-Garten, Aktion des Firlefanz-Clubs e. V., Amtsblatt der Stadt Meßkirch, Ausgabe 12/2008 vom 19. März 2008
9. ↑  Erster Arbeitseinsatz für die Neugestaltung des Sassenage-Garten, Amtsblatt der Stadt Meßkirch, Ausgabe 15/2008 vom 11. April 2008
10. ↑  Arbeiten auf der Zielgeraden, Südkurier, Lokalteil Meßkirch, 22. April 2008
11. 1 2 3  Walburga Restle: Heimatkundliches vom Amtsbezirk Meßkirch, Preßverein Meßkirch, 1932
12. ↑  Zimmerische Chronik auf Wikisource
13. ↑  Stadt Mösskircher Etter, 18. Jahrhundert, Karte mit den Ettergrenzen und Grenzpunkten, Staatsarchiv Sigmaringen, Bestellsignatur KIM/1
14. ↑  Karte von dem Königreiche Württemberg nach der neuen Landesvermessung im 1/50000 Maßstabe, von dem K. Statistisch topographischen Bureau, Blatt LIII, 1850
15. ↑  Atlas der Gemarkung Meßkirch 1872–1874, einsehbar beim Staatlichen Vermessungsamt Sigmaringen
16. ↑  Übersichtsplan der Gemarkung Messkirch gezeichnet im Maßstabe von 1/10000 der natürlichen Größe, Gezeichnet auf dem Grossherzogl. Katasterbureau 1873
17. ↑  Topografische Karte 1:50.000 (TOP50) auf CD, Landesvermessungsamt Baden-Württemberg, 2001
18. ↑  Topografische Karte 1:25.000 (TOP25) auf CD, Landesvermessungsamt Baden-Württemberg, 2003